# Il Messaggero
Il Messaggero (italiensk: Budbringeren) er en italiensk avis, der udgives fra Rom. I 2005 havde avisen et oplag på 230.697, hvilket gør den til landets femtestørste. Politisk er avisen kristendemokratisk.
Avisen blev grundlagt i 1878 og ejes af Caltagirone Editore. Den er i dag den mest populære avis i Rom og det centrale Italien, og har lokale udgaver i regionerne Lazio, Umbria, Marche, Abruzzo og Molise. I resten af landet er avisen ikke så udbredt.